# 線圖
在图论中，图{\displaystyle G}所对应的线图是一张能够反映{\displaystyle G}中各边邻接性的图，记作{\displaystyle L(G)}。简单来说，{\displaystyle L(G)}将{\displaystyle G}中的每条边各自抽象成一个顶点；如若原图中两条边相邻，那么就给线图中对应顶点之间连接一条边。因为线图将原图的边化作了顶点，所以也可以将其视作原图的一种对偶。
哈斯勒·惠特尼证明了：假定图{\displaystyle G}是连通的，那么除了一种特殊情况外，我们总能根据线图{\displaystyle L(G)}的结构还原出{\displaystyle G}的结构。以该定理为中介，可以证明线图的许多其它性质。线图总是无爪图，即线图的所有导出子图均不是{\displaystyle K_{1,3}}。

## 正式定義
圖{\displaystyle G}的線圖{\displaystyle L(G)}定義如下：
- {\displaystyle L(G)}的一個頂點對應{\displaystyle G}的一邊

- {\displaystyle L(G)}的頂點相鄰若且唯若它們在{\displaystyle G}對應的邊相鄰（有公共頂點）。

该定义也可以用图论的语言表述如下：设{\displaystyle G=(V,E)}，那么{\displaystyle L(G)=(E,{\tilde {E}})}，且{\displaystyle (e_{1},e_{2})\in {\tilde {E}}\iff e_{1}\cap e_{2}\neq \emptyset }。

## 例子
下面的例子演示了由原图生成线图的流程。

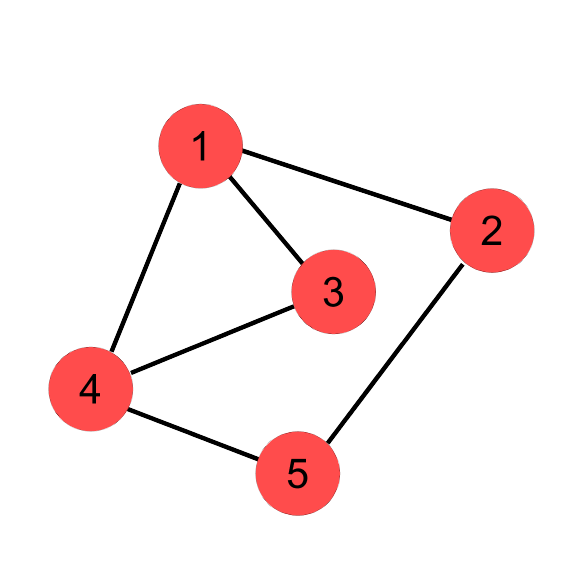
原圖
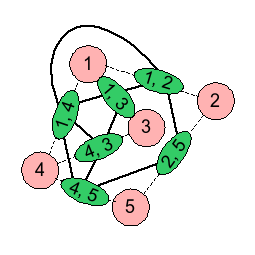
製作線圖的過程
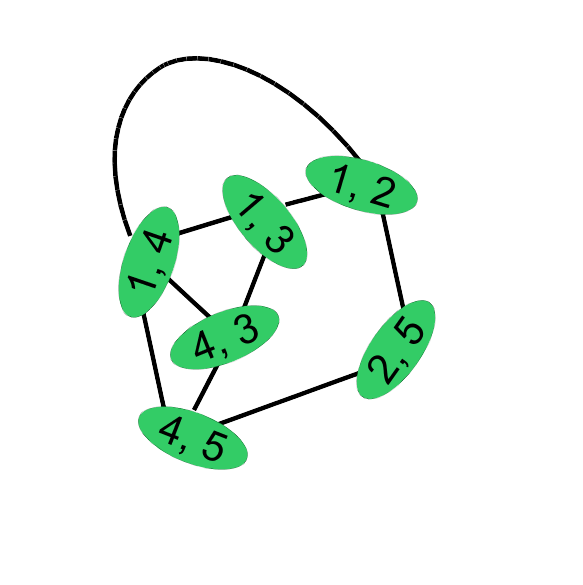
結果

## 性質

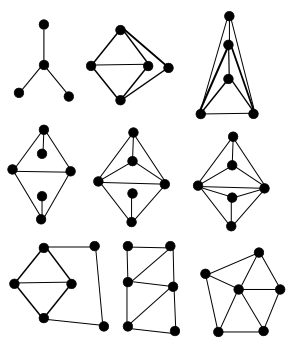
有些圖總不是線圖

### 由原图转移过来的性质
根据线图的定义，若性质／概念P仅取决于原图{\displaystyle G}中边的邻接性，那么P便可以转移（或者说对偶）到线图{\displaystyle L(G)}上去变成性质／概念P'，刻画线图顶点的邻接属性。例如，图{\displaystyle G}中的一个匹配指的是图中一组不相交的边，把这一概念平移到线图上去，就等价于线图的一组不相邻的顶点——用术语来说即线图上的一个独立集。
下面就列举了原图和线图之间的若干联系：
- 若原圖是連通的，線圖也是。
- 若两个图同构，那么它们的线图也同构。
- 若{\displaystyle G}的顶点数和边数分别为{\displaystyle n}和{\displaystyle m}，那么{\displaystyle L(G)}的顶点数和边数分别是{\displaystyle m}和{\textstyle \sum _{v}{\binom {\deg(v)}{2}}}。
- {\displaystyle \chi _{E}(G)=\chi _{V}(L(G))}，即原圖的邊色數等於線圖的點色數。
- {\displaystyle G}中的一个匹配对应了{\displaystyle L(G)}中的一个独立集，且其大小相等。于是，{\displaystyle G}中最大匹配的大小等于{\displaystyle L(G)}最大独立集的大小。借助这一关系，可以通过求解后者来求解前者，但反之不总是可行，因为并非所有图都能表示为某个{\displaystyle G}的线图。在计算机科学中，最大匹配问题和最大独立集问题是两个重要的问题。前者已经被高效解决（Edmonds' Blossom Algorithm）；而后者则是NP完全问题，被普遍认为无法高效求解。
- 若{\displaystyle G}存在欧拉回路，则{\displaystyle L(G)}存在哈密顿回路，但反之不然。

### 惠特尼同构定理
惠特尼同构定理阐述了以下事实：设有连通图{\displaystyle G_{1}}和{\displaystyle G_{2}}且它们均不是三角形{\displaystyle K_{3}}或爪形{\displaystyle K_{1,3}}。如果{\displaystyle L(G_{1})\cong L(G_{2})}，那么{\displaystyle G_{1}\cong G_{2}}。也就是说，除了极特殊的情形，图{\displaystyle G}的结构可以由线图{\displaystyle L(G)}的结构中唯一地恢复出来。

### 其它性质
任何的线图都是无爪的，亦即不包含{\displaystyle K_{1,3}}作为导出子图。因此，任意含有偶数个顶点的连通线图都存在完美匹配。
线图{\displaystyle L(G)}的邻接矩阵{\displaystyle A_{m\times m}}的全部特征值都不小于-2。这是因为{\displaystyle A=J^{\operatorname {T} }J-2I}，其中{\displaystyle J_{n\times m}}是原图{\displaystyle G}的关联矩阵（incidence matrix）。又由于矩阵{\displaystyle J^{\operatorname {T} }J}是半正定的，所以{\displaystyle A}的任何特征值{\displaystyle \lambda }均满足{\displaystyle \lambda +2\geq 0}。

## 等价刻画

九种排除在线图之外的导出子图

Beineke给出了线图的一种等价刻画：{\displaystyle H}是某图的线图当且仅当{\displaystyle H}不包含九种类型的导出子图（见右图）。
如果{\displaystyle H}的最小度至少为5，那么只有左边一列和右边一列是必要的。换言之，此时，{\displaystyle H}是某图的线图当且仅当{\displaystyle H}不包含六种类型的导出子图（见右图的左边一列和右边一列）。